# Achard de mangue

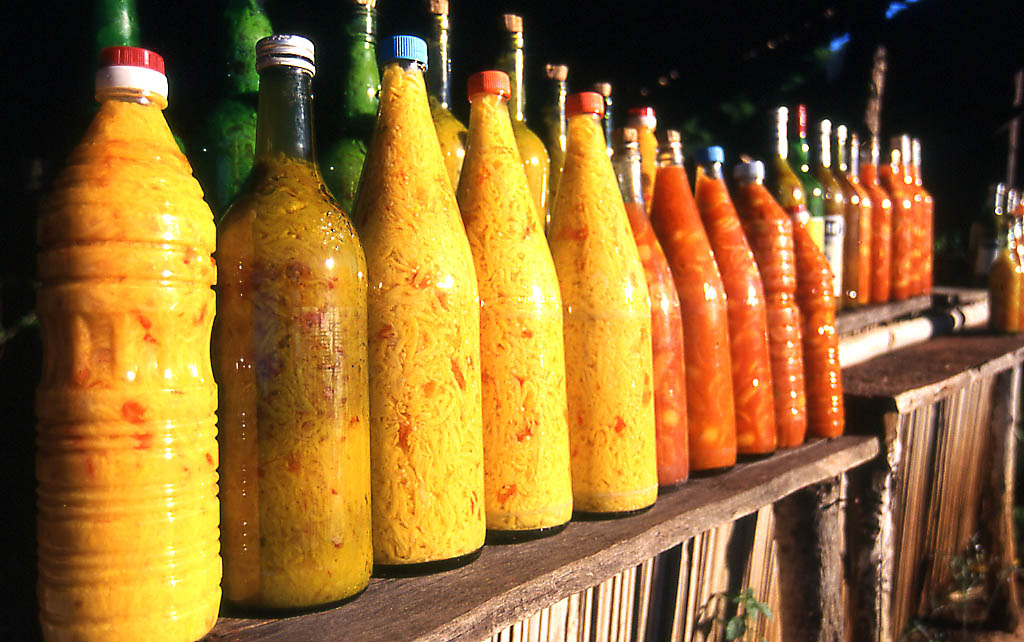
Achards de mangue et de citron.

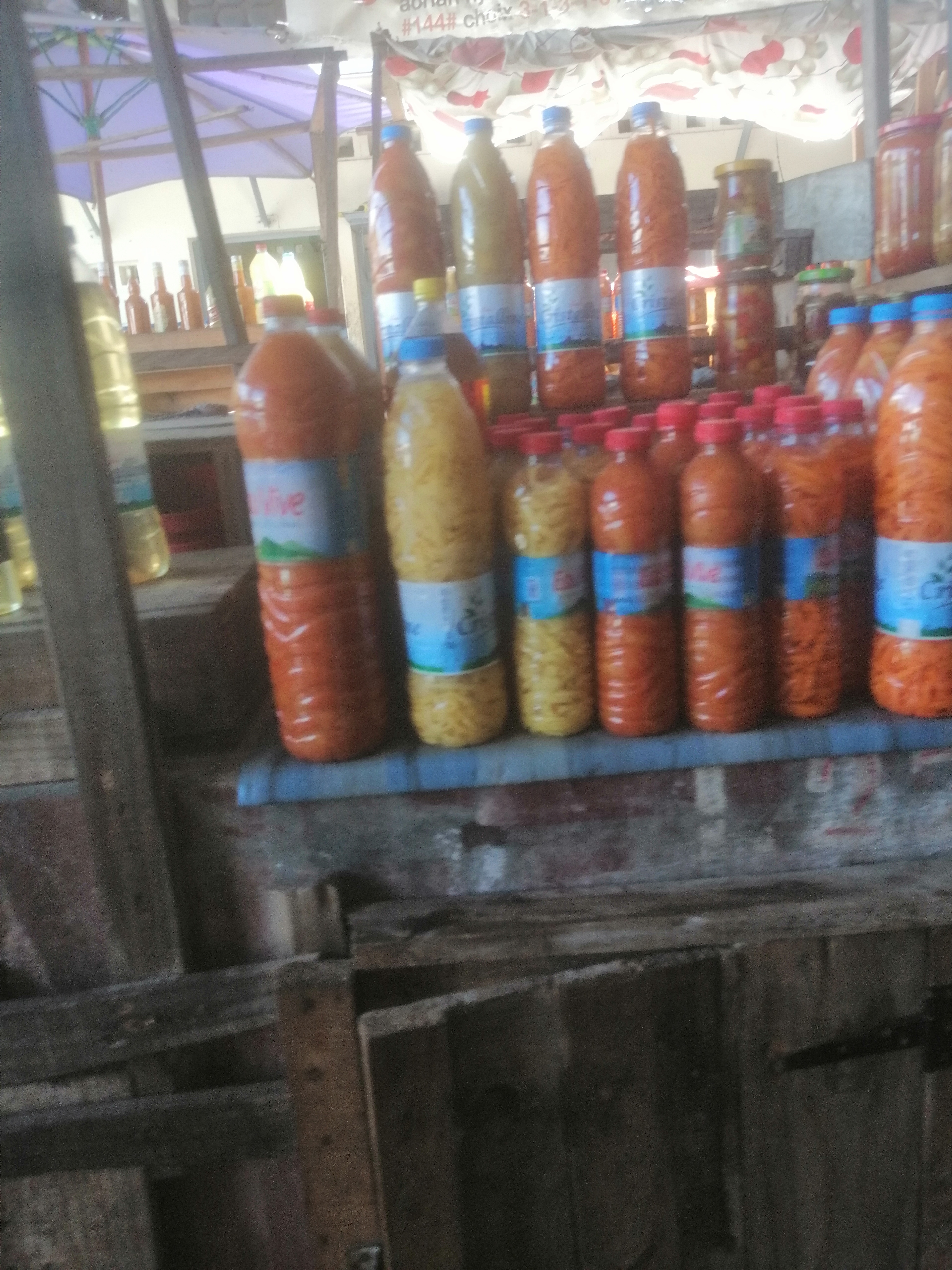
Achard de mangue de Mahajanga (Madagascar).

Les achards à base de mangue verte sont un aliment composant le repas de midi, consommés traditionnellement à Madagascar, à La Réunion, à l’île Maurice et aux Comores. Dérivés d'une spécialité créole, ils sont utilisés pour alléger le repas et donner de la saveur à ce qu'on mange.
Ils se composent de mangues vertes râpées ou découpées dans la longueur selon les formes désirées, macérées dans du citron, assaisonnées avec du sel, du poivre, du gingembre pilé, des gros oignons et des oignons verts coupés très finement. On les mélange idéalement avec des tomates rouges bien mûres et mixées, des concombres râpés, un peu de piment et on les sert dans un bol.
Les mangues vertes idéales sont celles appelées manga bory traduit littéralement en français par « mangue ronde ».
Une autre recette consiste à râper, macérer et essorer les mangues vertes pour leur faire perdre un peu de liquide avant de les sauter à l'huile additionnée d'ail, de gingembre, de carry, de sel, de poivre, de gros oignons et d'oignons verts.